# Monaloniina
Los monaloniinos, o Monaloniina, son una subtribu de hemípteros heterópteros perteneciente a la familia Miridae.

## Géneros
- Arculanus - Arthriticus - Dimia - Eucerocoris - Eupachypeltis - Felisacoris - Felisacus - Helopeltis - Mansoniella - Miomonalonion - Monalonion - Onconotellus - Pachypeltis - Pachypeltopsis - Parapachypeltis - Pararculanus - Physophoroptera - Physophoropterella - Poppiusia - Ragwelellus - Rayieria